# Kehlturm (Neuss)

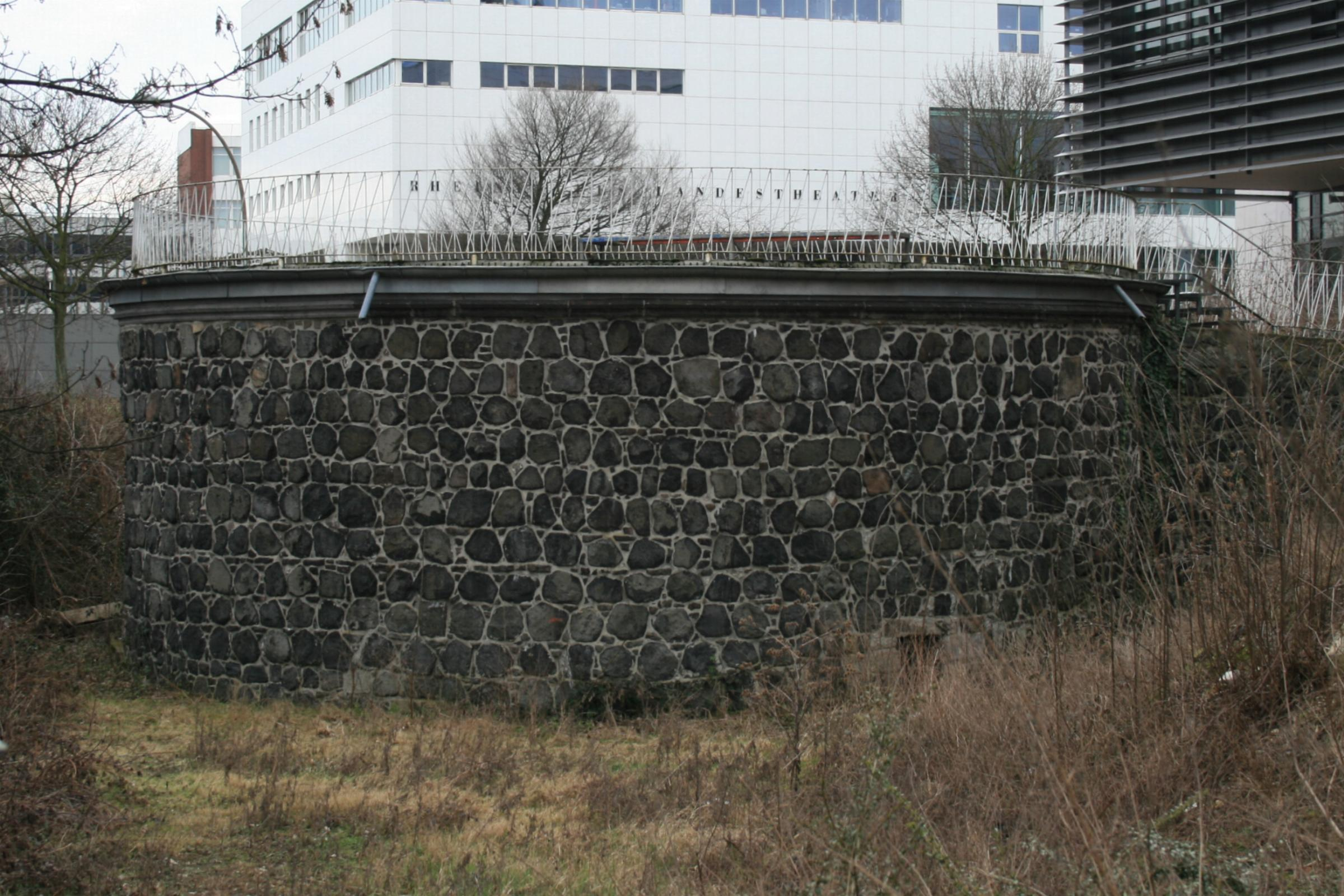
Der Kehlturm

Der Kehlturm ist ein Batterieturm an der östlichen alten Stadtmauer in Neuss nahe dem Romaneum und der Neusser Rennbahn. Reste der alten Stadtmauer aus der Zeit um 1200 wurden zum Teil freigelegt. Es befand sich hier ein Schifflandeplatz des damaligen Rheinarms.